# I Feel a Song (In My Heart)
«I Feel a Song (In My Heart)» es una canción interpretada por Gladys Knight & the Pips. Fue publicado en octubre de 1974 como sencillo principal de su álbum de estudio del mismo nombre.

## Rendimiento comercial
En Estados Unidos, «I Feel a Song» debutó en la posición número 67 en la lista Hot Soul Singles durante la semana que terminó el 12 de octubre de 1974, donde se desempeñó como el debut más alto de la edición. Después de escalar de manera constante la lista durante ocho semanas consecutivas, encabezó la lista el 30 de noviembre de 1974, donde desplazó la canción de Shirley Brown, «Woman to Woman», del puesto más alto. «I Feel a Song» salió de la lista Hot Soul Singles el 5 de febrero de 1975 en la posición número 53; en total, pasó diecisiete semanas consecutivas entre los rankings de la lista.

## Lista de canciones
7-inch single – Buddah BDA 433N
1. «I Feel a Song (In My Heart)» – 2:48
2. «Don't Burn Down the Bridge» – 4:08

## Posicionamiento

### Gráfica semanal
| Gráfica (1974–75)                           | Pico de posición |
| ------------------------------------------- | ---------------- |
| Australia (Kent Music Report)               | 39               |
| Canadá (RPM Top Singles)                    | 13               |
| Estados Unidos (Billboard Hot Soul Singles) | 1                |

### Gráfica de fin de año
| Gráfica (1974)           | Pico de posición |
| ------------------------ | ---------------- |
| Canadá (RPM Top Singles) | 158              |